# Synpalamides chelone
Synpalamides chelone là một loài bướm đêm thuộc họ Castniidae. Nó được tìm thấy ở México.

## Hình ảnh

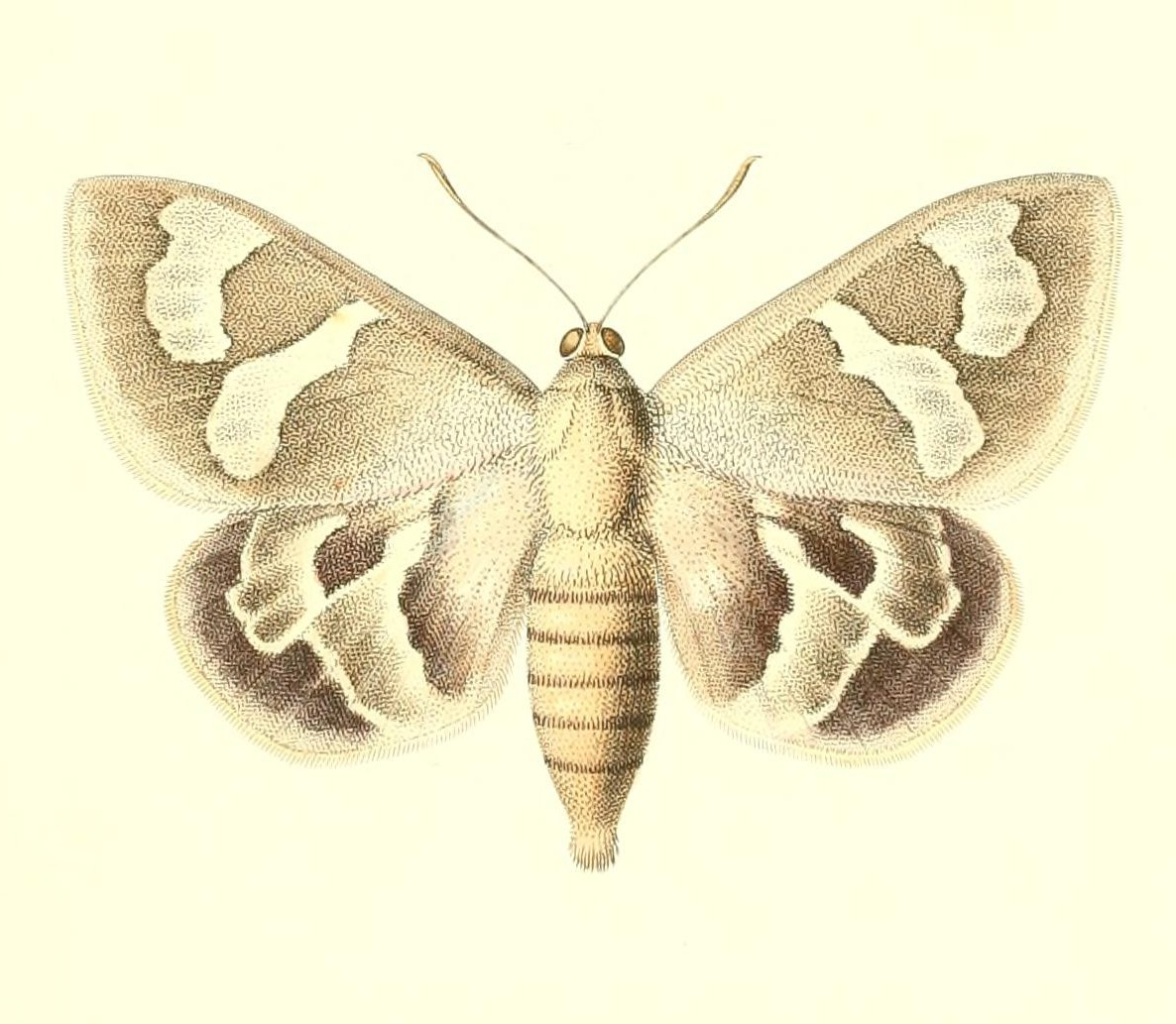